# Kommagaasvlieg
De kommagaasvlieg (Chrysopa commata) is een insect uit de familie van de gaasvliegen (Chrysopidae), die tot de orde netvleugeligen (Neuroptera) behoort. 
Chrysopa commata is voor het eerst wetenschappelijk beschreven door Kis & Ujhelyi in 1965.